# Église Saint-Denis de Goussonville
Pour les articles homonymes, voir Église Saint-Denis.
L'église Saint-Denis est une église catholique située dans la commune de Goussonville, dans le département des Yvelines, en France.

## Historique

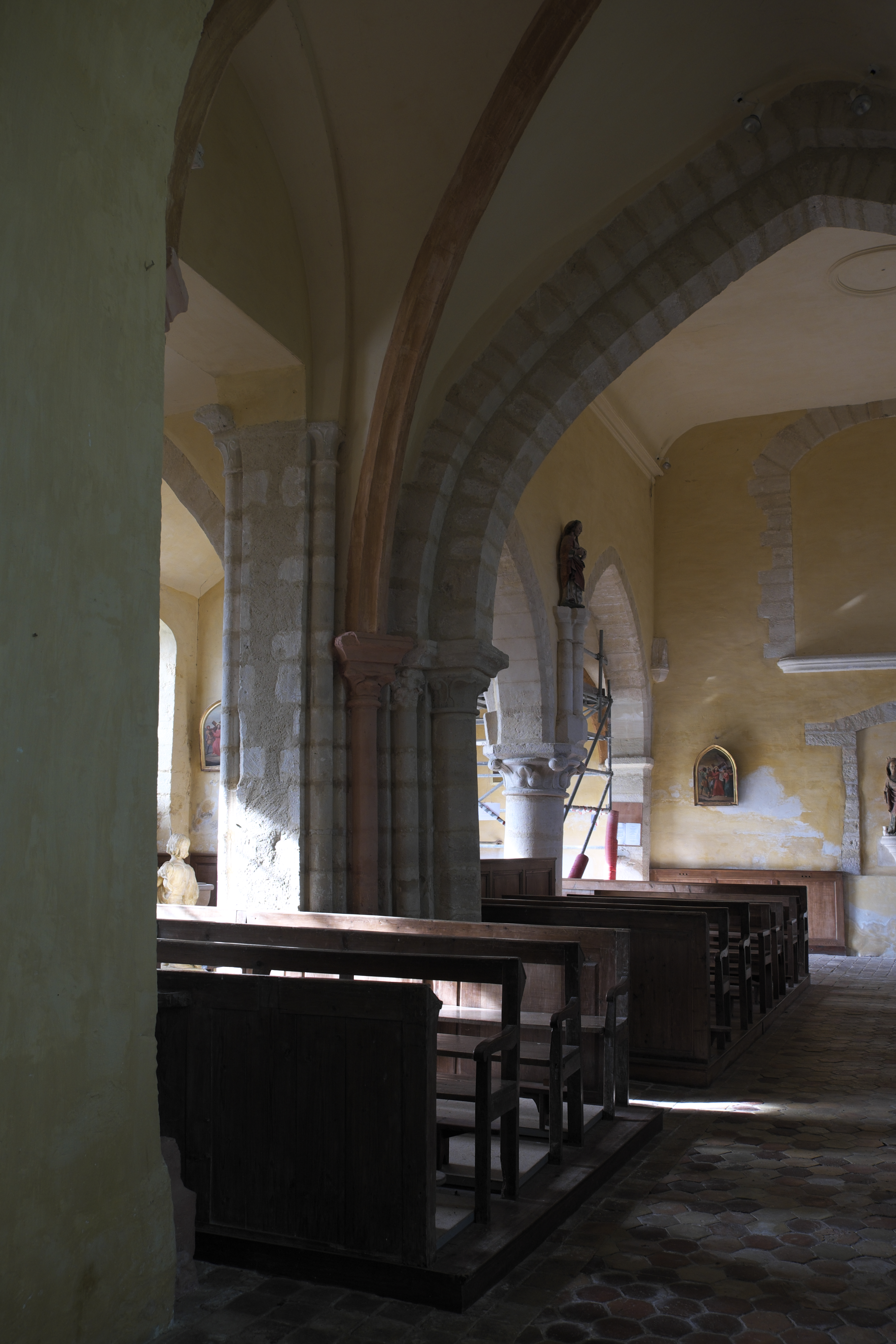
Intérieur de l'église Saint-Denis.

Cette église a été construite au XIIe siècle. Il reste encore du bâtiment primitif une travée de style roman. Le clocher date du XVIe siècle. 
Elle est rattachée à la paroisse Saint-Denis. 

## Description
Elle est surmontée d'un clocher en bâtière.

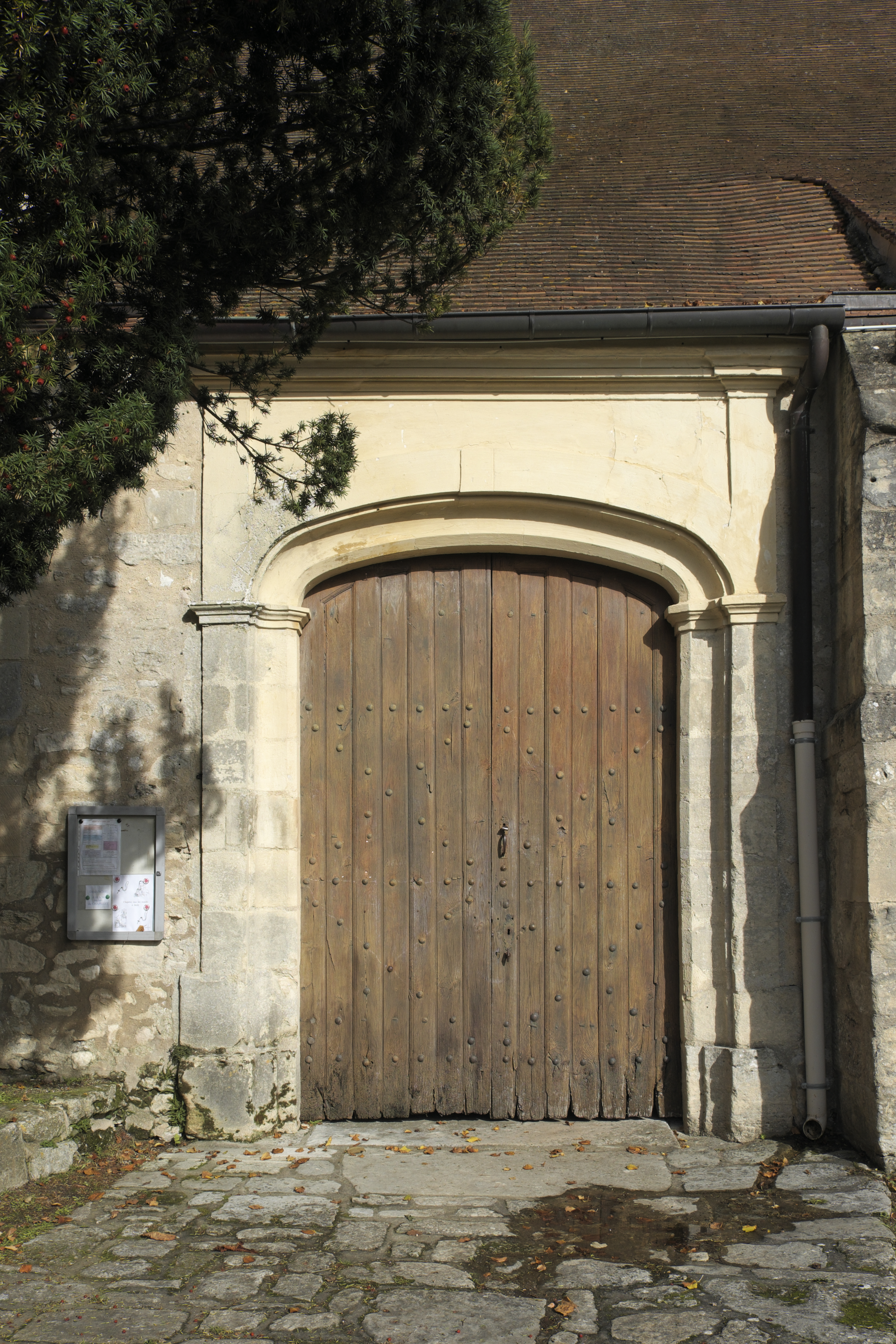
L'église Saint-Denis, le portail.

Elle abrite un tableau de Saint Roch et une Vierge à l'Enfant.
Deux statues, représentant Marie-Madeleine et la Sainte-Vierge, sont classées.